# Themesion
Themesion là một chi bướm ngày thuộc họ Bướm nâu.